# Paykullia kugleri
Paykullia kugleri är en tvåvingeart som först beskrevs av Herting 1961.  Paykullia kugleri ingår i släktet Paykullia och familjen gråsuggeflugor.
Artens utbredningsområde är Israel. Inga underarter finns listade i Catalogue of Life.